# Eli Lotar
Eli Lotar, eigentlich: Eliazar Lotar Teodorescu (* 30. Januar 1905 in Paris; † 10. Mai 1969 ebenda), war ein französischer Fotograf und Kameramann des Surrealismus und des Poetischen Realismus.

## Leben
Eliazar Lotar Teodorescu wurde als unehelicher Sohn des rumänischen Schriftstellers Tudor Arghezi und der Rumänin Constanța Zissu in Paris geboren. Er wuchs in Bukarest auf und erhielt dort seine Ausbildung. 1924 kehrte er nach Paris zurück und wurde 1926 französischer Staatsbürger. 1926 traf er dort die deutsch-niederländische Fotografin Germaine Krull, die er porträtierte, wurde deren Assistent und Partner und beteiligte sich mit ihr zusammen 1929 an der Werkbund-Ausstellung Film und Foto. Von 1929 bis 1932 hatte er ein gemeinsames Fotoatelier mit Jacques-André Boiffard. 
Am 28. Mai 1938 heiratete Lotar in Boulogne-Billancourt Elisabeth Makovski. Sie war jüdischer Herkunft und stammte aus Estland. Während der Besetzung Frankreichs durch die deutsche Wehrmacht flüchteten beide in die unbesetzte Zone nach La Roquette-sur-Siagne (Alpes-Maritimes). Nach dem Krieg vernachlässigte Lotar seine Arbeit und besuchte stattdessen die Cafés vom Montparnasse. Eli Lotar starb in Paris am 10. Mai 1969 während eines Abendessens mit seinem Freund Philippe Guérin.

## Werk
Unter dem Künstlernamen Eli Lotar (gelegentlich auch als Elie Lotar geführt) begann er 1927 mit der Dokumentarfotografie, unter anderem im Pariser Schlachthof in La Villette. 1929 entstand dort eine seiner bekanntesten Aufnahmen von säuberlich aufgereihten Schweinefüßen. Zusammen mit zwei weiteren Fotos aus La Villette illustrierte Georges Bataille damit 1929 in der von ihm gegründeten Surrealisten-Zeitschrift Documents den Artikel Abattoir (Schlachthaus) im fortlaufenden Dictionnaire. Vier Fotografien Lotars von Prostituierten, einem Bistro oder dem Markt in den Hallen verwendete Émile Chautard 1931 in seinem Lexikon La vie étrange de l'argot, einer Untersuchung über die Sprache der Unterwelt und des Rotlicht-Milieus von Paris. 
Für das Théâtre Alfred Jarry entwarf Eli Lotar 1930 Fotomontagen. Fotos von Lotar erschienen in den 1930er Jahren regelmäßig in den Zeitschriften VU, Jazz oder Bifur. In seiner Funktion als Sekretär der Fotografen-Sektion in der Künstlervereinigung Association des écrivains et artistes révolutionnaires (AEAR) nahm er 1935 an der Ausstellung Documents de la vie sociale in der Pariser Galerie de la Pléiade teil. Als Kameramann war er beteiligt an dem Dokumentation Wir bauen (1930) und dem Industriefilm Creosot (1931) von Joris Ivens sowie an Luis Buñuels 1933 gedrehtem Film Las Hurdes (dt.: Land ohne Brot). 1936 nahm er die Standfotos für den Film Une partie de campagne (dt.: Eine Landpartie) von Jean Renoir auf. Im selben Jahr erschien in dem surrealistischen Magazin Minotaure Jacques Préverts Terres cuites de Béotie mit 14 Fotos Lotars aus dem Nationalmuseum von Athen.
1945 drehte Lotar einen dokumentarischen Kurzfilm über den Pariser Arbeitervorort Aubervilliers, der im folgenden Jahr auf den Filmfestspielen in Cannes lief. Für den nach dem Vorort betitelten Film Aubervilliers schrieb Jacques Prévert den Text des Chansons La chanson des enfants über die sozialen Nöte der Vorstadtjugend, Joseph Kosma komponierte die Musik dazu.

## Rezeption
Eli Lotar saß in seinen späten Jahren seinem Freund, dem Bildhauer Alberto Giacometti, Modell für drei Skulpturen. Als Giacometti im Jahr 1966 starb, fertigte sein Bruder Diego von der letzten Tonskulptur Lotars, einer hockenden Figur, einen Gipsabguss an; einen Bronzeguss dieser Skulptur stellte er auf den Grabstein Giacomettis. Der Guss wurde gestohlen und gilt seither als verschollen.
Auch Lotars Werk schien lange Zeit verschollen – bis auf die veröffentlichten Fotografien. Im Jahr 1991 wurden die Negative jedoch wiederentdeckt, und 1993 eröffnete das Centre Pompidou in Paris eine Ausstellung mit Eli Lotars Fotografien. Die Ausstellung Eli Lotar in Paris fand vom 10. November 1993 bis zum 23. Januar 1994 statt; sie wurde in der Bundeskunsthalle in Bonn vom 4. Februar bis 15. Mai 1994 erneut gezeigt.
Lotar zu Ehren benannte die Stadt Aubervilliers im Jahr 2001 einen Park nach ihm.

## Abbildungen
1. ↑  Germaine Krull, um 1930
2. ↑  Abattoir, 1929
3. ↑   Alberto Giacometti: Eli Lotar III (1965), Bronze, 65,5 × 35,5 cm. Fondation Beyeler (Memento vom 30. Dezember 2015 im Internet Archive)

| Personendaten    | Personendaten                                        |
| ---------------- | ---------------------------------------------------- |
| NAME             | Lotar, Eli                                           |
| ALTERNATIVNAMEN  | Teodorescu, Eliazar Lotar (Geburtsname); Lotar, Elie |
| KURZBESCHREIBUNG | französischer Fotograf und Kameramann                |
| GEBURTSDATUM     | 30. Januar 1905                                      |
| GEBURTSORT       | Paris                                                |
| STERBEDATUM      | 10. Mai 1969                                         |
| STERBEORT        | Paris                                                |